# Phytophthora cambivora
Phytophthora cambivora es un protista (antiguamente considerado un hongo) que produce una fitopatología (micosis) llamada tinta del castaño. Vive en el suelo de forma saprofita nutriéndose gracias a materias en descomposición, e infectando al castaño a través de las raíces más pequeñas. En algunos casos mientras las raíces van siendo colonizadas, el cuello de la raíz permanece indemne y el árbol puede ir desarrollando nuevas raíces, con lo que consigue prolongar su vida varios años. En otros casos la infección comienza cerca del tronco, con lo que este se ve rápidamente afectado, muriendo rápidamente el ejemplar.